# 沉箱

加压沉箱的横截面示意图

在土力工程中，沉箱是一种有盖无底的箱式结构，可用來防水挡土。它靠本身的重量压入土中，工人用压缩空气排除箱室内部的水，然后工人进入，清除箱室内的泥土。沉箱可分為钢筋混土沉箱和钢沉箱兩種沉箱。人們在修築水下基础時會用到沉箱，例如建造橋墩和水坝。